# Telmatobius degener
Telmatobius degener är en groddjursart som beskrevs av Wiens 1993. Telmatobius degener ingår i släktet Telmatobius och familjen Ceratophryidae. IUCN kategoriserar arten globalt som starkt hotad. Inga underarter finns listade i Catalogue of Life.